# Landgrafschaft Burgund
Die Landgrafschaft Burgund umfasste ab dem 13. Jahrhundert das Gebiet rechts der mittleren Aare, von Thun bis Aarwangen. Inhaber des Landgrafenamtes waren zuerst die Grafen von Buchegg, dann die von Neu-Kyburg, bevor das Amt nach deren Aussterben an die Stadt Bern übertragen wurde. Für die Landgrafschaft Burgund wurde in der historischen Forschung zeitweise auch der Name Klein-Burgund (lateinisch Burgundia minor) verwendet, der im 16. Jahrhundert von Aegidius Tschudi erfunden worden war, der jedoch keinen zeitgenössisch mittelalterlichen Begriff darstellte.

## Gebiet und Zuständigkeit
Die Landgrafschaft Burgund umfasste das Gebiet rechts der Aare zwischen dem Berner Oberland und dem Jurafuss mit dem Oberaargau und dem Napfgebiet. Sie war in die folgenden Blutgerichtsbezirke gegliedert:
- Äusseres Amt Thun/Landgericht Steffisburg
- Landgericht Ranflüh (Emmental)
- Landgericht Konolfingen
- Landgericht Zollikofen
- Landgericht Murgeten (Murgenthal)

Das Landgericht tagte an verschiedenen Gerichtsorten, sogenannten Thingstätten. Das Gericht, der sogenannte Landtag wurde vom Landgrafen einberufen und übte die Blutgerichtsbarkeit aus bei der Anklage wegen Raub, Mord, Totschlag oder Brandstiftung.

## Geschichte
Die Landgrafschaft Burgund entstand gleichzeitig wie die Landgrafschaft Aarburgund wahrscheinlich erst nach der Auflösung des Herzogtums der Zähringer und des Rektorats von Burgund, also nach 1218. Ihre wichtigste Funktion war das Standesgericht für Adel, Klerus und die freien Bauern. Sie diente daneben auch der Sicherung des Landfriedens und der Wahrung des Reichsgutes.
Die Grafen von Buchegg werden erstmals 1252 als Landgrafen (lancravius), 1286 als langravius Burgundie urkundlich erwähnt. 1313 mussten sie auf Druck der Habsburger zugunsten der habsburgischen Seitenlinie der Grafen von Neu-Kyburg auf das Amt verzichten.
Im Verlauf des 14. Jahrhunderts gewannen die Landgerichte gegenüber der Landgrafschaft an Gewicht. Die Landgrafschaft geriet erstmals unter den Einfluss der Reichsstadt Bern, als die Grafen von Neu-Kyburg 1384 in das ewige Burgrecht der bernischen Untertanenstadt Laupen eintreten mussten. Zwischen 1406 und 1408 gelang es Bern, sowohl die Landgerichte wie auch die Landgrafschaft zu erwerben als auch den Verzicht der Herzöge von Österreich auf die Lehenshoheit über das Gebiet zu erreichen. Diese Rechtstitel dienten Bern bis ins 17. Jahrhundert als Grundlage ihrer Landesherrschaft, die sie durch die sukzessive Erwerbung aller Herrschaftsrechte ausbaute.

### Liste der Landgrafen von Burgund
| Landgraf      | Herkunft   | von              | bis                           | Bemerkungen |
| ------------- | ---------- | ---------------- | ----------------------------- | --- |
| Peter         | Buchegg    | ab etwa 1250     | † 1276                        | erstmals 1252 als lancravius erwähnt                                                                                       |
| Heinrich      | Buchegg    | 1276             | 1. August 1313                | 1286 als langravius Burgundie erwähnt                                                                                      |
| Hartmann II.  | Neu-Kyburg | 1. August 1313   | † 31. Oktober 1322 (ermordet) | Anerkennt in Willisau die Lehenshoheit von Leopold I. von Habsburg, Herzog von Österreich, über die Landgrafschaft Burgund |
| Eberhard II.  | Neu-Kyburg | 31. Oktober 1322 | † 17. April 1357              | Anerkennt in Willisau die Lehenshoheit von Leopold I. von Habsburg, Herzog von Österreich, über die Landgrafschaft Burgund |
| Hartmann III. | Neu-Kyburg | 17. April 1357   | † 29. März 1377               | |
| Rudolf II.    | Neu-Kyburg | 29. März 1377    | † 1383 oder 1384              | |
| Hartmann IV.  | Neu-Kyburg | 1383 oder 1384   | † nach 1401                   | |
| Egon II.      | Neu-Kyburg | nach 1401        | 1406                          | Tritt zusammen mit der Landgrafschaft auch verschiedene darin gelegene Herrschaften der Stadt Bern ab                      |

## Twingherrschaften in der Landgrafschaft Burgund
In Klammern das Jahr der Verburgrechtung bzw. Erwerbung durch Bern

### Äusseres Amt Thun / Landgericht Steffisburg
Die Stadt Thun wurde 1323 von den Grafen von Neu-Kyburg an Bern verkauft, blieb aber als Lehen bei den Neu-Kyburgern. Erst 1384 im Frieden von Burgdorf ging die Stadt definitiv an Bern. Ein Schiedsgericht wies 1385 Bern auch die Blutsgerichtsbarkeit zu.

### Landgericht Konolfingen
1406 von den Grafen von Neu-Kyburg an Bern abgetreten.
- Herrschaft Münsingen (erste Hälfte 14. Jh.)
- Herrschaft Worb (erste Hälfte 14. Jh.)
- Herrschaft Diesbach (1371)

### Landgericht Zollikofen
1406 von den Grafen von Neu-Kyburg an Bern abgetreten.
- Johanniterkommende Münchenbuchsee / Herrschaft Münchenbuchsee (1329)
- Kloster Frienisberg (1365)
- Herrschaft Buchegg (1346/71 Burgrecht mit Solothurn, 1391 von Solothurn gekauft, Blutgericht 1406–1665 bei Bern)
- Herrschaft Oltigen (1410, Lehenshoheit bei Savoyen bis 1412)

Ebenfalls zum Landgericht Zollikofen gehörten die Dörfer Zuchwil, Biberist und Messen, die zum Besitz des Solothurner Klosters St. Ursen gehörten. Während Bern nach 1406 Anspruch auf das Blutgericht über Biberist (bis 1516) und Messen (bis 1665) erhob, gehörte Zuchwil unbestritten zum Hoheitsgebiet der Stadt Solothurn.

### Landgericht Murgeten
1406 von den Grafen von Neu-Kyburg an Bern abgetreten.
- Herrschaft Wangen (1406, 1407 Einlösung des Pfandes von den Freiherren von Grünenberg)
- Herrschaft Aarwangen (1407, 1432; Aetingen ging 1470 an Solothurn, die Blutsgerichtsbarkeit blieb aber bis 1798 bei Bern)
- Herrschaft Grünenberg (1407/1443, 1480)
- Herrschaft Rorbach (1407/1504)
- Kloster St. Urban / Gericht Langental (1415)
- Herrschaft Deitingen (1428/1520 an Solothurn, 1406–1516 Blutgericht bei Bern)
- Herrschaft Kriegstetten (zu Solothurn, 1406–1665 Blutgericht bei Bern)
- Johanniterkommende Thunstetten (1329)

### Landgericht Ranflüh
Das Landgericht Ranflüh wurde 1387 von den Grafen von Neu-Kyburg an die Herzöge von Österreich verkauft, die es ihrerseits 1394 an die Herren von Sumiswald, die Besitzer der Herrschaft Trachselwald, verpfändeten. 1407 verzichteten die Herzöge von Österreich zugunsten Berns auf ihre Lehenshoheit, 1408 kaufte Bern die Herrschaft Trachselwald zusammen mit dem Landgericht von den Herren von Sumiswald.
- Herrschaft Brandis (1351)
- Kloster Trub (1301)
- Deutschordenskommende Sumiswald (1317, 1371)
- Herrschaft Trachselwald (1384/1408)
- Herrschaft Schangnau (1384)
- Herrschaft Signau (1399)